# Tetrahydrofuran-2,5-dimethanol
Tetrahydrofuran-2,5-dimethanol ist ein heterocyclisches Diol, bei dem der fünfgliedrige Oxolanring in Nachbarschaft zum Sauerstoffatom (in 2- und 5-Stellung) jeweils eine Hydroxymethylgruppe trägt.
Die katalytische Hydrierung von Hydroxymethylfurfural, einer wichtigen Plattformchemikalie aus nachwachsenden Rohstoffen, liefert unter geeigneten Bedingungen überwiegend das cis-Isomere (meso-Bis(hydroxymethyl)tetrahydrofuran).
THF-Diol findet als biobasierter Rohstoff für Kraftstoffe, PVC-Weichmacher oder als Molekülbaustein (engl. building block) für Wirkstoffe sowie für „grüne“ Monomere wie z. B. 1,6-Hexandiol, Hexamethylendiamin oder Caprolactam zunehmendes Interesse.

## Darstellung
Die Synthese von 2,5-Bis(hydroxymethyl)tetrahydrofuran durch Hydrierung von Hydroxymethylfurfural in Gegenwart von Raney-Nickel in „exzellenten Ausbeuten“ wurde bereits 1945 beschrieben und das Produkt als cis-Isomeres  (= meso-Form) identifiziert.
Wegen der Durchführung in Diethylether bei 160 °C und 14 MPa Druck für 20 Stunden eignet sich der Prozess nicht für größere Ansätze. Die Suche nach milderen Reaktionsbedingungen bei hoher Selektivität für THF-diol ist in mehreren Patenten und Publikationen beschrieben. Inzwischen konnten bei der Hydrierung mit Nickel/Palladium-Katalysatoren bei 40 °C und 8 MPa Wasserstoffdruck nach 2 Stunden Ausbeuten von 96 % erzielt werden. Bei längeren Reaktionszeiten, höheren Temperaturen und saurem pH-Werten muss mit der Spaltung des Furanrings und der Bildung von C6-Polyolen gerechnet werden. Das gefundene cis-trans-Verhältnis liegt bei 90:10 bis 98:2.
Auch kontinuierliche ein- oder zweistufige Verfahren zur Darstellung von Tetrahydrofuran-2,5-dimethanol werden diskutiert. Dabei wird auch auf die nur teilweise reversible Desaktivierung des Nickel-Katalysators hingewiesen.
Unter schonenderen Bedingungen, z. B. bei 35 °C und 0,8 MPa Wasserstoffdruck an einem Platin-Kontakt in wässrigem Medium, wird nur die Aldehydgruppe des Hydroxymethylfurfurals hydriert und praktisch quantitativ 2,5-Bis(hydroxymethyl)furan erhalten.
Die Herstellung von THF-diol durch Hydrierung von Tetrahydrofuran-2,5-dicarbonsäuredimethylester (durch Veresterung von 2,5-Furandicarbonsäure mit Methanol und anschließende Hydrierung in Gegenwart von Raney-Nickel) an einem Kupferchromit-Kontakt bzw. mit Lithiumaluminiumhydrid ist ebenfalls beschrieben, aber unergiebig.

## Eigenschaften
Tetrahydrofuran-2,5-dimethanol ist eine klare, ölige, farblose bis hellgelbe Flüssigkeit, die mit Wasser und vielen organischen Lösungsmitteln vollständig mischbar ist. Die Verbindung ist hygroskopisch und in einem Temperaturbereich von über 300 °C flüssig.

## Anwendungen

### Tetrahydrofuran-2,5-dimethanol als Lösungsmittel
THF-diol ist ein aprotisch dipolares Lösungsmittel und kann Ethylenglycol und Propylenglycol in Latexfarben ersetzen. Emissionen flüchtiger organischer Verbindungen (VOC) werden dabei deutlich reduziert.

### Tetrahydrofuran-2,5-dimethanol als Ausgangsstoff für funktionelle Moleküle
Mit der von Arthur C. Cope zuerst beschriebenen Synthese pharmakologisch aktiver heterocyclischer Tropan-Analoga aus THF-Diol über das Di-tosylat wurde die praktisch ausschließlich vorliegende cis-Konfiguration des Diols bestätigt.
Die beiden Hydroxymethylgruppen des THF-diols können in Disulfonate und diese mit Natriumcyanid in Dinitrile überführt werden. Aus dem Dinitril Tetrahydrofuran-2,5-diacetonitril sind durch partielle Hydrierung, z. B. mit DIBAL der Dialdehyd, durch Hydrolyse die Dicarbonsäure und durch vollständige Hydrierung das Diamin zugänglich.
Intensiv bearbeitet werden in neuerer Zeit Hydrierungs- und Hydrogenolyse-Reaktionen an Tetrahydrofuran-2,5-dimethanol, die abhängig von den Reaktionsbedingungen unterschiedliche Produkte erzeugen.
Neben dem direkten Weg führt die Hydrierung alternativ über 1,2,6-Hexantriol (1,2,6-HT) und 2-Tetrahydropyranmethanol (2-THPM) ebenfalls zu 1,6-Hexandiol (1,6-HD).

### Tetrahydrofuran-2,5-dimethanol als Monomer für Polyester
Durch Umesterung von 2,5-Bis(hydroxymethyl)tetrahydrofuran mit Dimethylterephthalat in Gegenwart des Umesterungskatalysators Titantetrabutanolat entstehen in einer Polykondensationsreaktion Polyester.
Die erhaltenen Polyester sind amorph oder semi-kristallin und thermoplastisch verarbeitbar, so dass sie interessante Ähnlichkeiten zu Polyethylenterephthalat aufweisen.
THF-diol als Molekülbaustein aus erneuerbaren Ressourcen hat bisher zwar einige vornehmlich wissenschaftliche Aufmerksamkeit, aber noch keine industrielle Anwendung gefunden. Am aussichtsreichsten erscheint derzeit eine zukünftige Verwendung als biobasierte Rohstoffquelle für 1,6-Hexandiol, einer möglichen Vorstufe für die Polyamidmonomeren 1,6-Diaminohexan (für Polyamid 6.6) und Caprolactam (für Polyamid 6) zu sein.
Als Folge der künftigen großvolumigen und dann preisgünstigen Verfügbarkeit der Plattformchemikalie Hydroxymethylfurfural (HMF) könnte sein Hydrierprodukt Tetrahydrofuran-2,5-dimethanol als Schlüsselverbindung für biobasierte Monomere für Polyester, Polyamide und eventuell auch für Polyurethane erheblich an Bedeutung gewinnen.